# Bibliothèque nationale d'Irak
Pour les articles homonymes, voir Bibliothèque et Archives nationales.
La bibliothèque et archives nationales d'Irak (arabe: دار الكتب والوثائق العراقـيـة, translittération: Dār al-Kutub wa al-Wathā’iq al-‘Irāqiyyah) est un bâtiment abritant la bibliothèque nationale et les archives nationales d'Irak. Elle est située dans la ville de Bagdad, capitale du pays, proche de la rue d'Haïfa et de la rue Al-Mutanabbi. La bibliothèque a été fondée en 1920. Depuis 2003, le Professeur Saad Eskander est directeur général.

## Destruction
Nombre des documents qu'elle conservait ont été détruits durant la guerre d'Irak. Même si leur nombre exact demeure incertain à ce jour, on estime la proportion de documents anéantis à 60% de ses archives et 20% de ses publications, incluant des livres rares et des exemplaires uniques de journaux. Parmi les documents, on retrouvait des manuscrits datant de la période ottomane, d’anciennes archives impériales, des lettres manuscrites provenant de la cour du chérif Hussein, adressées à Lawrence d’Arabie, donnant le signal de la révolution arabe contre les Turcs et bon nombre de document appartenant au patrimoine culturel mondial. Certains documents furent rescapés in extremis et cachés à l’intérieur d’une mosquée avoisinante. D’autres furent entreposés dans des installations ayant appartenu au ministère du Tourisme. Malgré tous ces efforts, la Coalition des pays alliés n’a pris aucune mesure pour sauver ces livres qui avaient été cachés et les promesses internationales de venir en aide à la Bibliothèque nationale n’ont pas été tenues.
Cette destruction fait écho à la bataille de Bagdad en 1258 lorsque les Mongols envahissent la ville et anéantissent les bibliothèques, jetant les livres dans le Tigre. Une légende raconte qu’une quantité phénoménale d’encre s’échappa des livres et rendit l’eau du Tigre noire .

## Résurrection
Devenue symbole de la « nouvelle Irak », la bibliothèque nationale renaît de ses cendres. Saad Eskander et son équipe travaillent à la reconstruction. L’immeuble a été rénové et un vaste projet de numérisation des documents a vu le jour. Une équipe de spécialistes originaires de République tchèque et d’Italie collaborent également à la restauration des documents endommagés.